# Церковь Покрова Пресвятой Богородицы (Старый Каменск)
Храм во имя Покрова Пресвятой Богородицы — православный храм в городе Каменск-Уральский в Свердловской области.
Решением Исполнительного комитета Свердловского областного Совета народных депутатов № 75 от 18 февраля 1991 года присвоен статус памятника архитектуры регионального значения.

## История
Храм возводился вблизи городского кладбища в исторической части города специально для отпевания. До этого таинства совершались в Свято-Троицком соборе. Церковь заложена в 1850-х годах, строительство окончено в 1883 году. Освящение 1 июля 1885 года проводил епископ Екатеринбургский и Ирбитский Нафанаил. В 1905 году была надстроена колокольня, в 1907 году образован приход.
В 1918 году церковь была отстранена от погребения усопших. Богослужения были продолжались до 1934 года, когда был арестован последний священник отец Иоанн Зыков. Впоследствии в 1940—1950-х годах здание использовалось как место заключения для перемещаемых лиц, позднее как склады. Кладбище снесено
В 1991 году храм был возвращён РПЦ. В период советской власти здание церкви сильно обветшало и было почти разрушено, утрачены купола. Новым настоятелем стал Иоанн Агафонов.
В 1992 году восстановлены купола и главный колокол. С 1994 года ведётся роспись храма. С 1996 года при храме действует церковноприходская школа для детей и взрослых.
26 декабря 2000 года архиепископ Викентий освятил новый престол и весь храм во имя Покрова Божией Матери. В 2009 году на территории храма окончено строительство здания для церковной лавки и библиотеки. В 2012 году открыт памятник в честь 200-летия Победы в Отечественной войне 1812 года.

## Архитектура
Церковь каменная, однопрестольная, пятиглавая с шатровой колокольней. Кладбищенская церковь с шатровой колокольней. Церковь является одной из городских доминант.

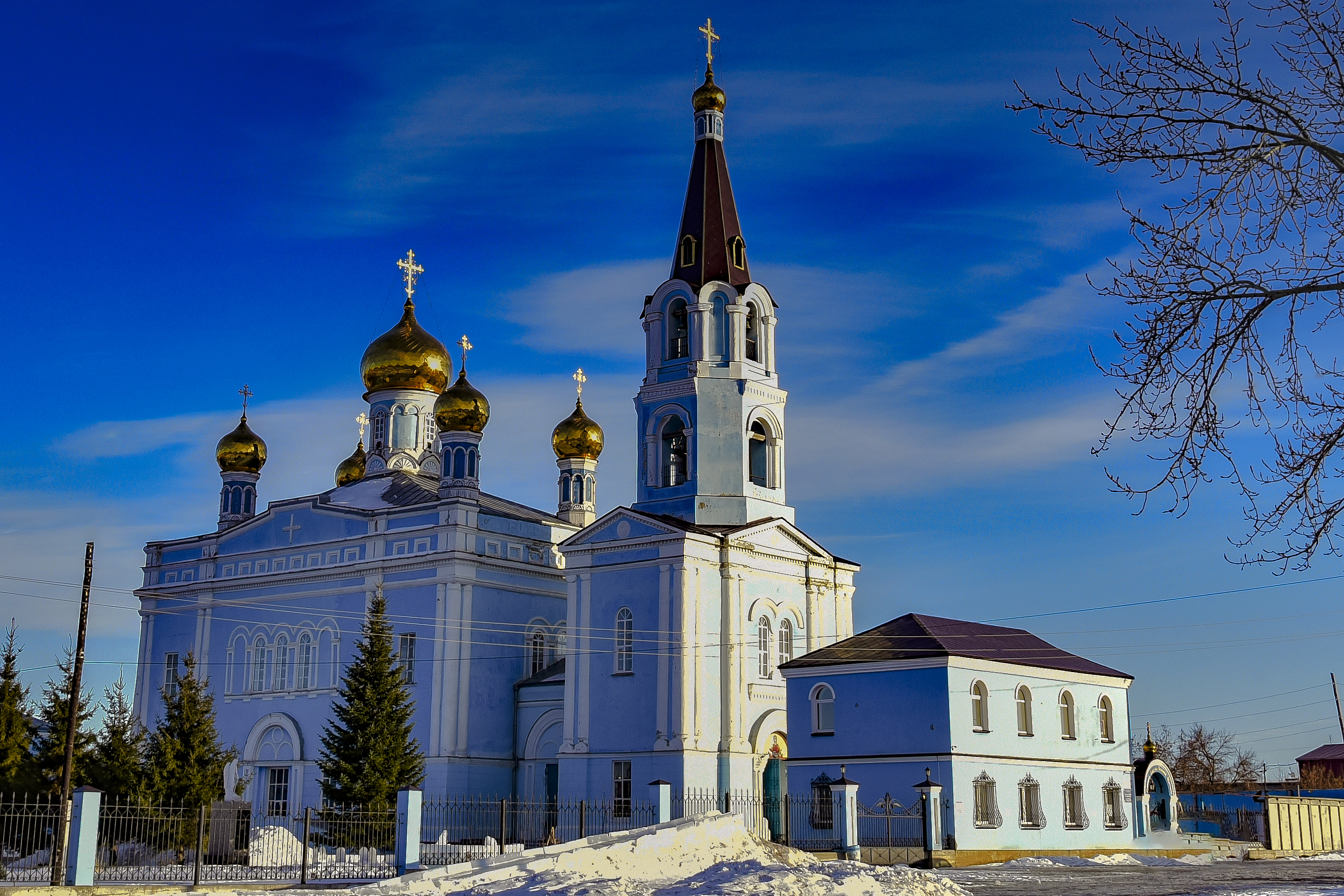
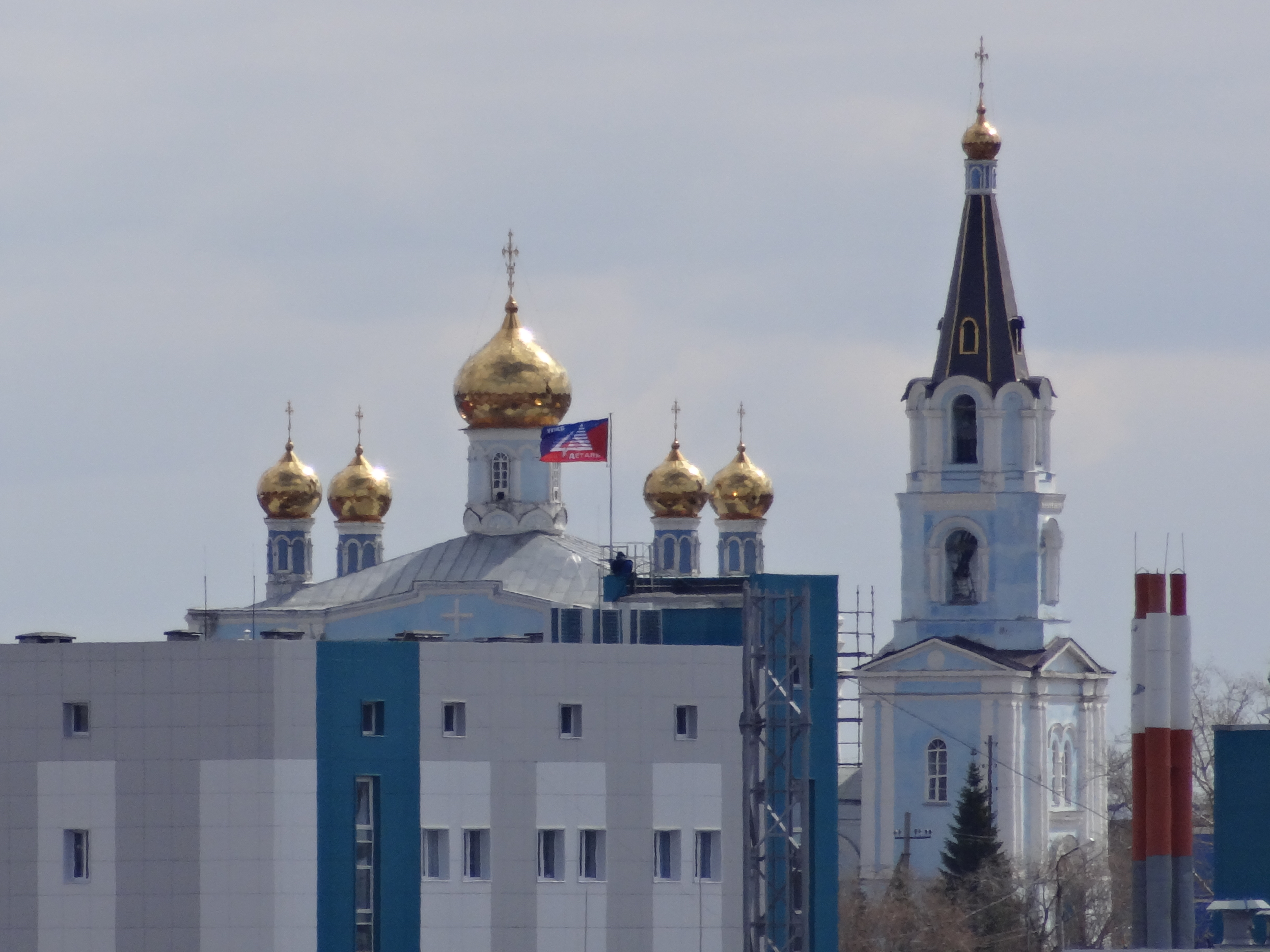
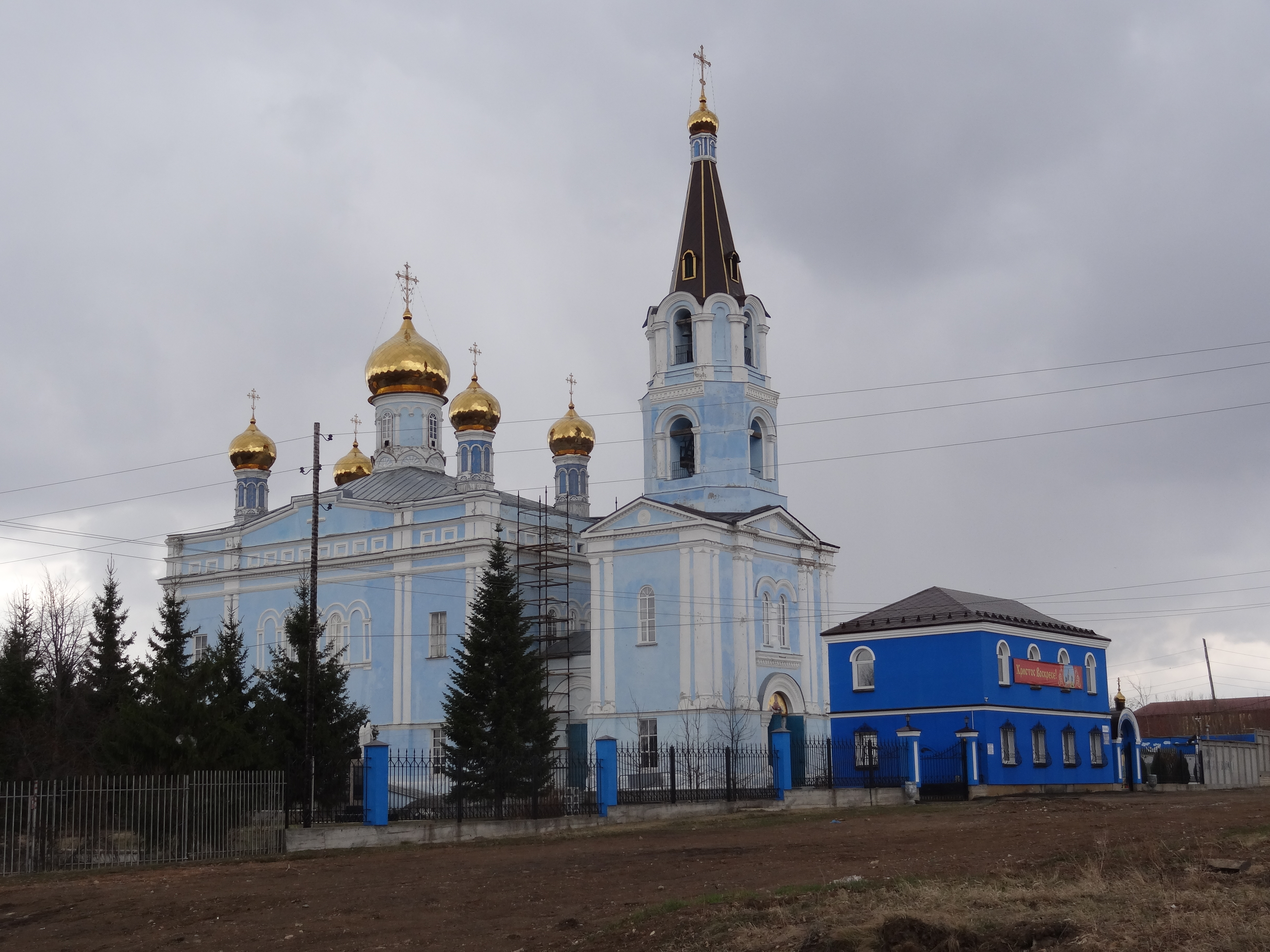
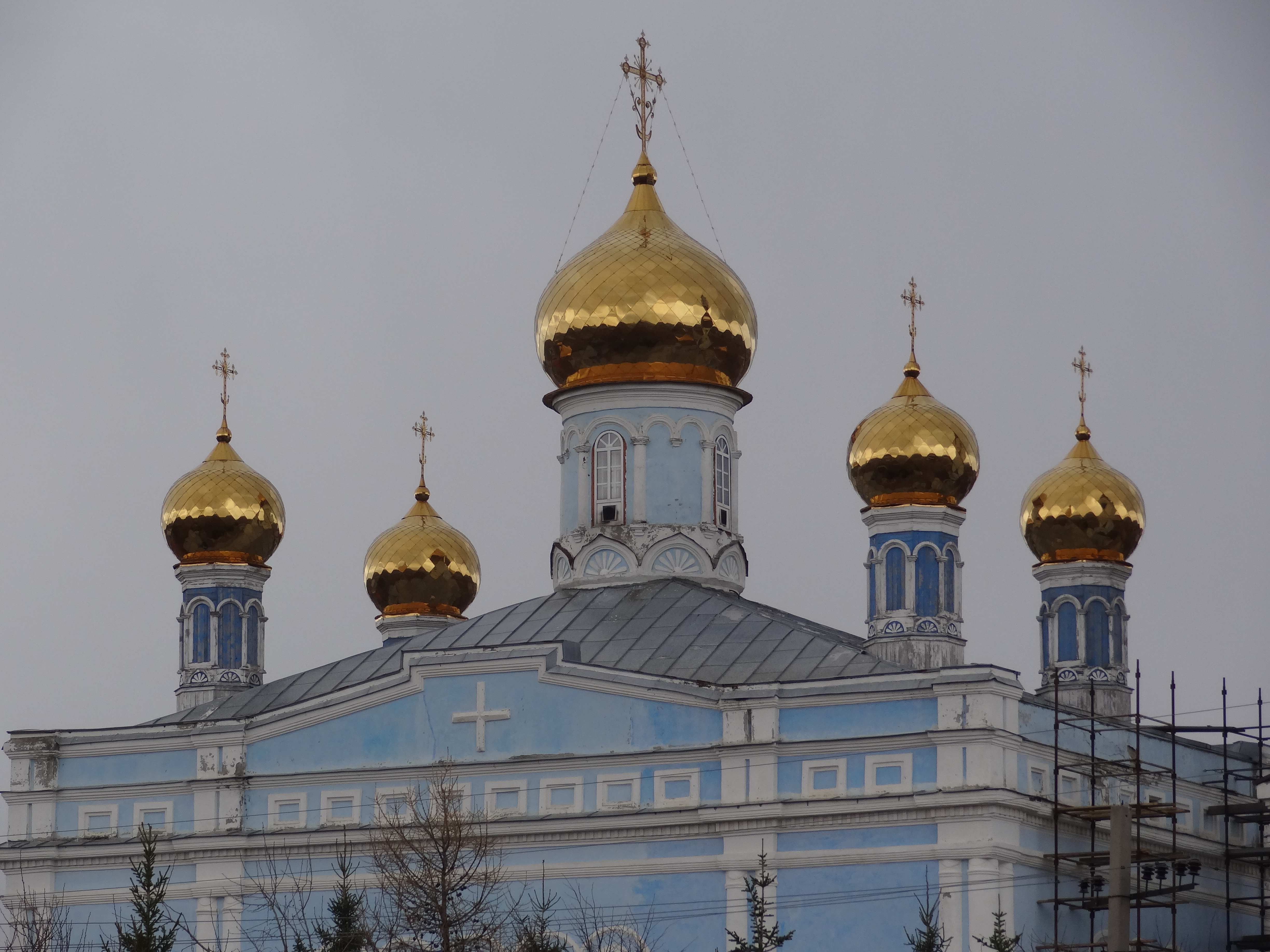
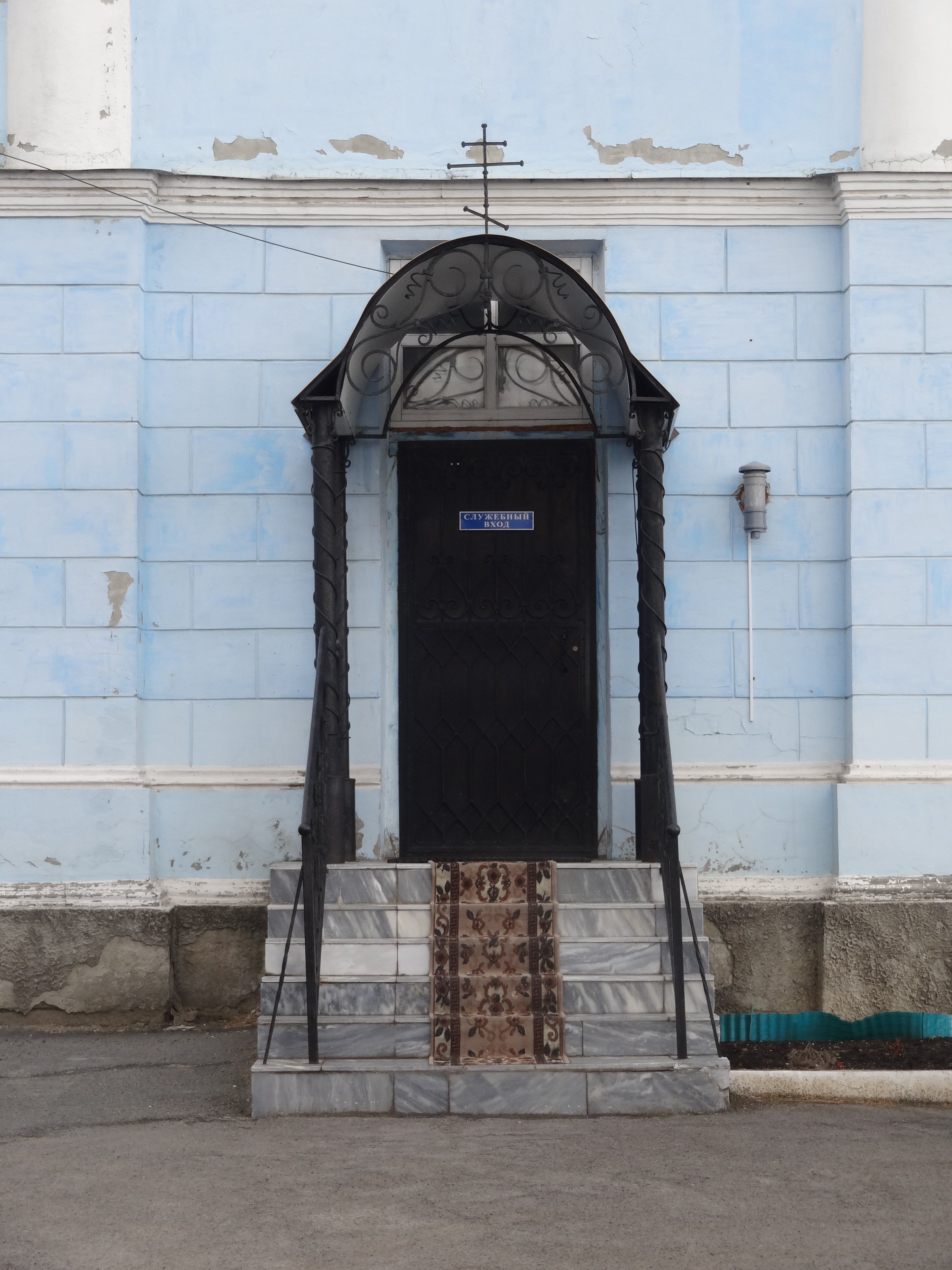
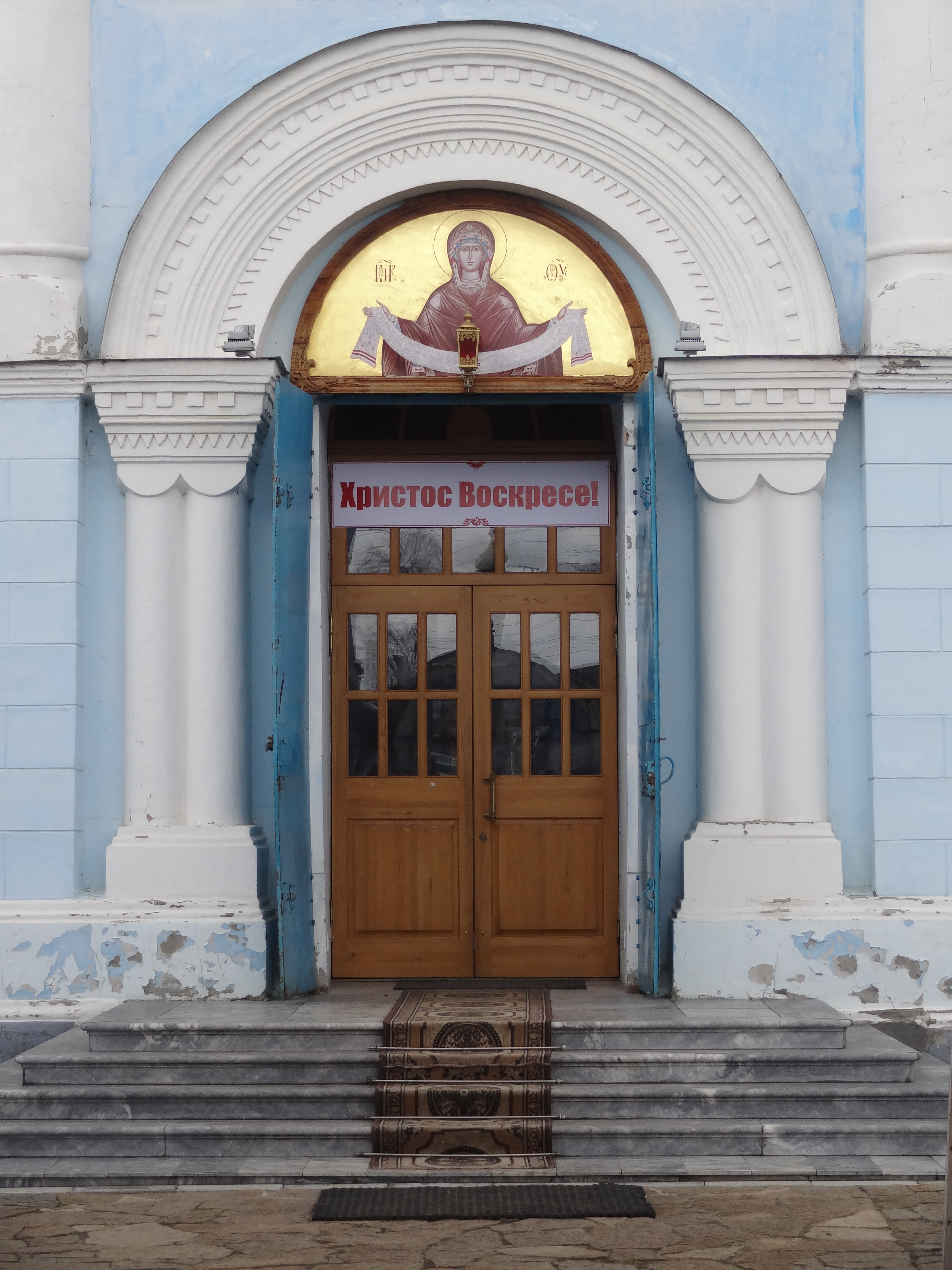

## Духовенство

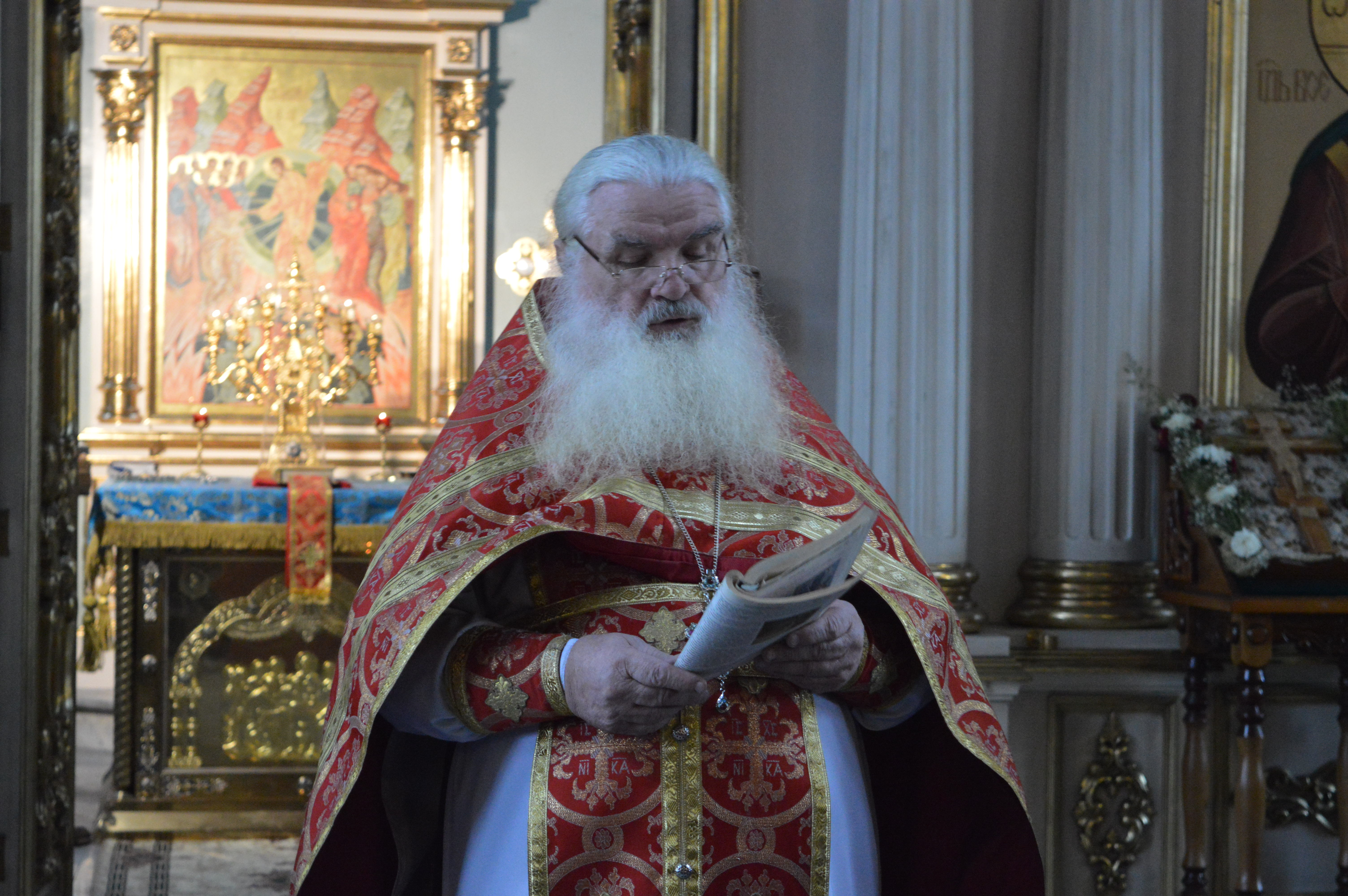
протоиерей Иоанн Агафонов

Протоиерей Иоанн Агафонов